# Lyle, Lyle, Crocodile
Lyle, Lyle, Crocodile ist ein Bilderbuch des US-amerikanischen Autors und Illustrators Bernard Waber, das 1965 beim Verlag Houghton Mifflin veröffentlicht wurde. Es ist nach The House on East 88th Street (1962) das zweite Buch aus der Lyle the Crocodile-Reihe.

## Inhalt
Das Krokodil Lyle lebt zusammen mit der Familie Primm in einem Stadthaus in New York. Lyle ist ein sehr freundliches Krokodil, das gemeinsam mit Mr. und Mrs. Primm und ihrem Sohn Joshua am Esstisch speist, dem Jungen bei seinen Hausaufgaben hilft, mit den Nachbarskindern spielt, mit Mrs. Prim Kekse bäckt oder Eislaufen geht und hingebungsvoll die Tauben im Park füttert. Lyle wird von allen geliebt, nur die Nachbarskatze Loretta und ihr Besitzer Mr. Grumps kommen mit dem Krokodil ganz und gar nicht aus und würden Lyle am liebsten hinter Gitter in einem Zoo sehen. Eines Tages geht Lyle mit Mrs. Primm in ein großes Kaufhaus. Als über Lautsprecher ein Sonderverkauf von Pyjamas ausgerufen wird, strömen alle Leute in die zugehörige Abteilung und Lyle und Mrs. Primm werden voneinander getrennt. Der Leiter der Pyjama-Abteilung entpuppt sich als Signor Valenti. Lyle und Valenti kennen sich von früher und zur Freude der Zuschauer führen die beiden eine ehemalige Bühnenshow auf. Der dabei verursachte Wirbel führt den Leiter des Kaufhauses herbei, der niemand anderer als Mr. Grumps ist. Entrüstet sorgt er dafür, dass Lyle auf Grund dieses Vorfalls in den Zoo kommt und Signor Valenti fristlos entlassen wird.
Lyle findet weder an dem Leben im Tiergarten noch an seinen dortigen Artgenossen Gefallen. Zwar besucht ihn die Familie Primm häufig und bringt ihm Geschenke, doch Lyle ist todunglücklich. Glücklicherweise bewirbt sich Signor Valenti wenig später als Zoowärter und befreit Lyle aus seinem Käfig. Valenti möchte mit Lyle nach Australien auswandern, um dort ihre ehemalige Bühnenshow aufzuführen. Doch Lyle will der Familie Primm zumindest noch Auf Wiedersehen sagen. Als die beiden dort mit dem Auto eintreffen, bemerken sie, dass aus dem Haus von Mr. Grumps dichte Rauchwolken kommen. Lyle stürmt unerschrocken in das brennende Gebäude und rettet sowohl Mr. Grumps als auch die Katze Loretta. Mr. Grumps ist voll des Lobes für Lyles Heldentat und wünscht sich, das Krokodil wieder als Nachbarn zu haben. Alle sind überglücklich und freuen sich – sogar Loretta!

## Rezeption
Kaylee Davis schreibt in ihrer Buchrezension: „Nach dem Motto ‚die unwahrscheinlichsten Dinge geschehen in Kinderbüchern‘ geht es in dieser Geschichte um Lyle, ein Krokodil, das in einem Stadthaus wohnt, natürlich in der Badewanne. Bernard Wabers witzige Illustrationen lassen das große Reptil auf liebevolle und gar nicht bedrohliche Art lebendig werden. Die Tatsache, dass das Tier in einem Sandsteinhaus mitten in New York lebt, erscheint absolut logisch, wie das häufig in Kinderbüchern der Fall ist […] Kinder, die Lyle erst einmal kennengelernt haben, wollen bald alle Lyle-Bücher lesen.“ George A. Woods, Kinderbuchredakteur der New York Times, schrieb 1965 in einer Rezension von Lyle, Lyle, Crocodile: „Wo sonst als in einem Bilderbuch würde man ein großes, grünes Krokodil finden, das auf den Straßen der Stadt Seilspringen spielt oder über das Eis des Rockefeller Centers gleitet, ohne dass die Augenbrauen hochgezogen werden.“

## Auszeichnungen
Lyle, Lyle, Crocodile wurde 1979 mit einem Lewis Caroll Shelf Award ausgezeichnet.

## Referenzen
Lyle, Lyle, Crocodile ist in dem literarischen Nachschlagewerk 1001 Kinder- und Jugendbücher – Lies uns, bevor Du erwachsen bist! für die Altersstufe 3+ Jahre enthalten.

## Ausgaben
- Lyle, Lyle, Crocodile. Houghton Mifflin, Boston 1965 (englisch).

## Adaptionen
1987 wurden die beiden ersten Lyle-Bücher zu einem animierten TV-Musical für HBO adaptiert, das unter der Regie von Michael Sporn und mit Musik von Charles Strouse entstand und den Titel Lyle, Lyle Crocodile: The Musical „The House on East 88th Street“ trägt. Die beiden Bücher wurden außerdem 2022 unter dem Titel Lyle - Mein Freund, das Krokodil (englischer Originaltitel Lyle, Lyle, Crocodile) unter der Regie von Josh Gordon und Will Speck verfilmt. Lyle, der nicht sprechen, sondern nur singen kann, wird im englischen Original von dem kanadischen Sänger Shawn Mendes gesungen. Die Musical-Nummern stammen von Benj Pasek und Justin Paul.